# Beleefdheid

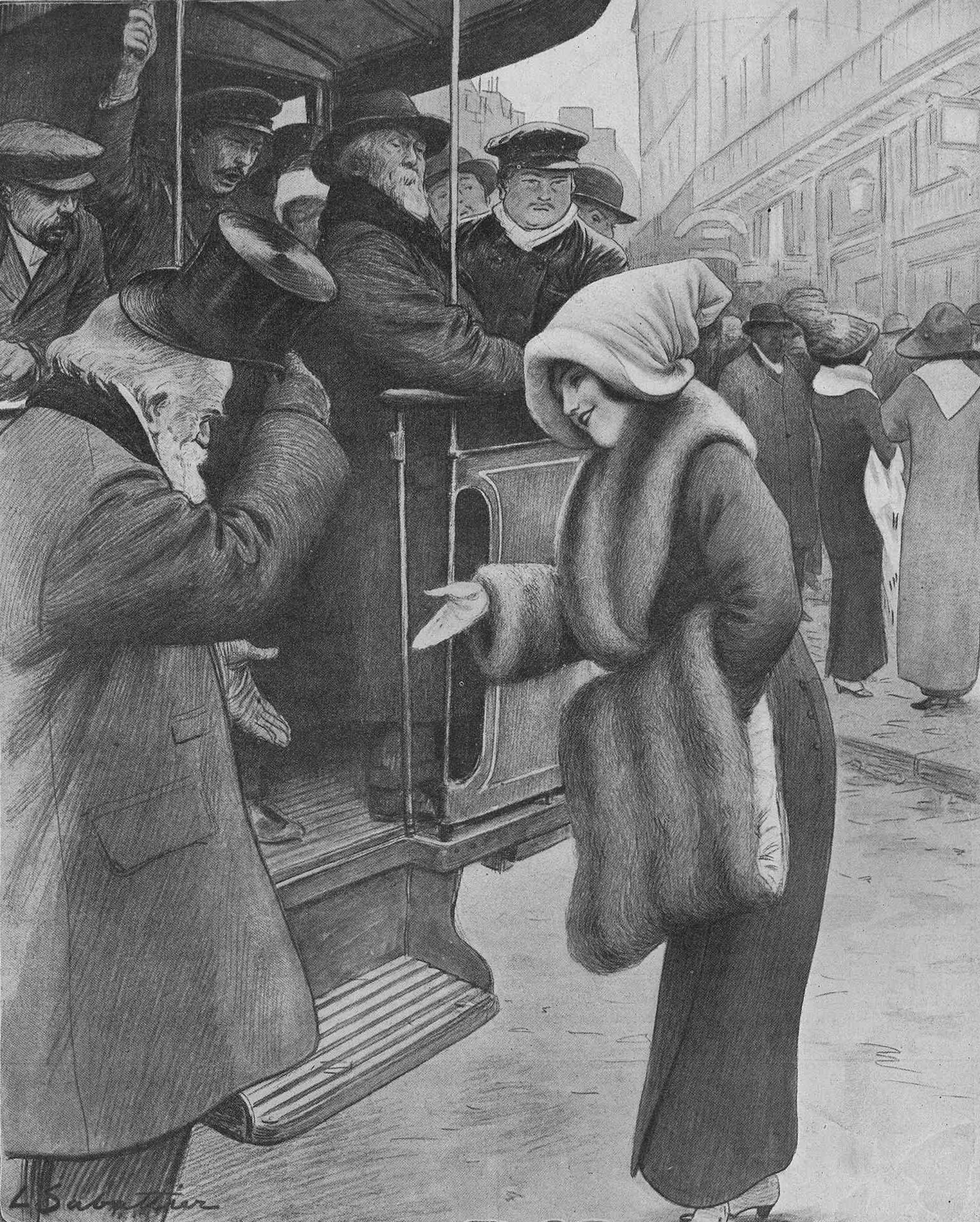
Beleefdheid onder autobuspassagiers in het Parijs van de jaren 1910

Beleefdheid is een sociale vaardigheid, die de omgang in de maatschappij vergemakkelijkt. In essentie komt beleefdheid neer op het respect voor iemand tonen door middel van zijn/haar houding en etiquette. Het tegenovergestelde wordt onbeleefdheid genoemd.
De vormen van beleefdheid zijn sterk tijdsgebonden. In de jaren vijftig bijvoorbeeld, bestond beleefdheid van kinderen tegenover volwassenen er uit dat ze "met twee woorden" moesten spreken. Op een vraag mocht een kind niet eenvoudig met "ja" of "nee" antwoorden, maar het moest zijn "ja, mama" of "nee, meester".
Ook is beleefdheid van land tot land verschillend. Bij ojigi, het Japanse groetritueel, buigen de mensen voor elkaar, terwijl ze bijvoorbeeld in (West-)Europa en de Verenigde Staten elkaar traditioneel de hand schudden bij een ontmoeting; door de coronapandemie is deze vanzelfsprekendheid verdwenen en zijn er andere vormen ontstaan.

## Vormen van beleefdheid
- Vousvoyeren versus tutoyeren. Normen hierover verschillen per cultuur en het Engels heeft geen beleefdheidsvorm.
- De ander laten uitspreken.
- Iemand voor laten gaan bij een versmalling, of een deur.
- Als man altijd de vrouw laten voorgaan, behalve op een trap (vanwege het feit dat de man dan onder de rok van de vrouw zou kunnen kijken) en bij het binnenstappen van een etablissement (om de vrouw van eventuele nieuwsgierige blikken te beschermen).
- Voor de ander het laatste koekje overlaten.
- De ander eerst koffie inschenken, en daarna jezelf.
- Iemand bij binnenkomst in een gezelschap voorstellen aan de reeds aanwezigen.
- Bij een ontmoeting jezelf voorstellen met een gebruikelijke begroeting en de (volledige) naam (soms voldoet alleen de voornaam) zeggen, eventueel ook je functie op het werk of bij werkgerelateerde activiteiten. Ook dit is erg verschillend tussen culturen en bovendien tijdsgebonden. Bij een begroeting is de hand schudden de gebruikelijke vorm, vooral in Europese en Angelsaksische landen. Sinds de coronapandemie is dit minder vanzelfsprekend. Een ander bekend gebaar is om de handen plat tegen elkaar te houden met de vingers naar boven wijzend (voor enkele seconden), vaak met een lichte buiging van het hoofd naar beneden; deze begroetingswijze wordt veel in landen in Zuidoost-Azië gezien.
- Bij het ontvangen van een dienst of geschenk daarvoor dank uitspreken.
- Een gast tot aan de voordeur uitlaten bij vertrek.
- De onderlinge relatie in stand houden en smoesjes of tekortkomingen door de vingers zien.

## Trivia
- Beleefdheid in het verkeer wordt wel aangeduid met "wees een heer in het verkeer" (een "heer" wordt verondersteld beleefder te zijn dan een "arbeider").